# 상남자 (Boy In Luv)
〈상남자〉는 방탄소년단의 두 번째 미니 음반 《Skool Luv Affair》의 타이틀 곡이다. 2014년 2월 12일에 발표하였다.

## 차트
| 차트                           | 최고순위 |
| ------------------------------ | -------- |
| 가온 주간 디지털 차트          | 45       |
| 가온 월간 디지털 차트          | 71       |
| 가온 주간 다운로드 차트        | 39       |
| 가온 월간 다운로드 차트        | 72       |
| 가온 주간 스트리밍 차트        | 87       |
| 가온 주간 BGM 차트             | 28       |
| 가온 월간 BGM 차트             | 47       |
| 가온 주간 모바일 차트 (벨소리) | 50       |
| 가온 월간 모바일 차트 (벨소리) | 61       |